# Gräberfeld Trullhalsar

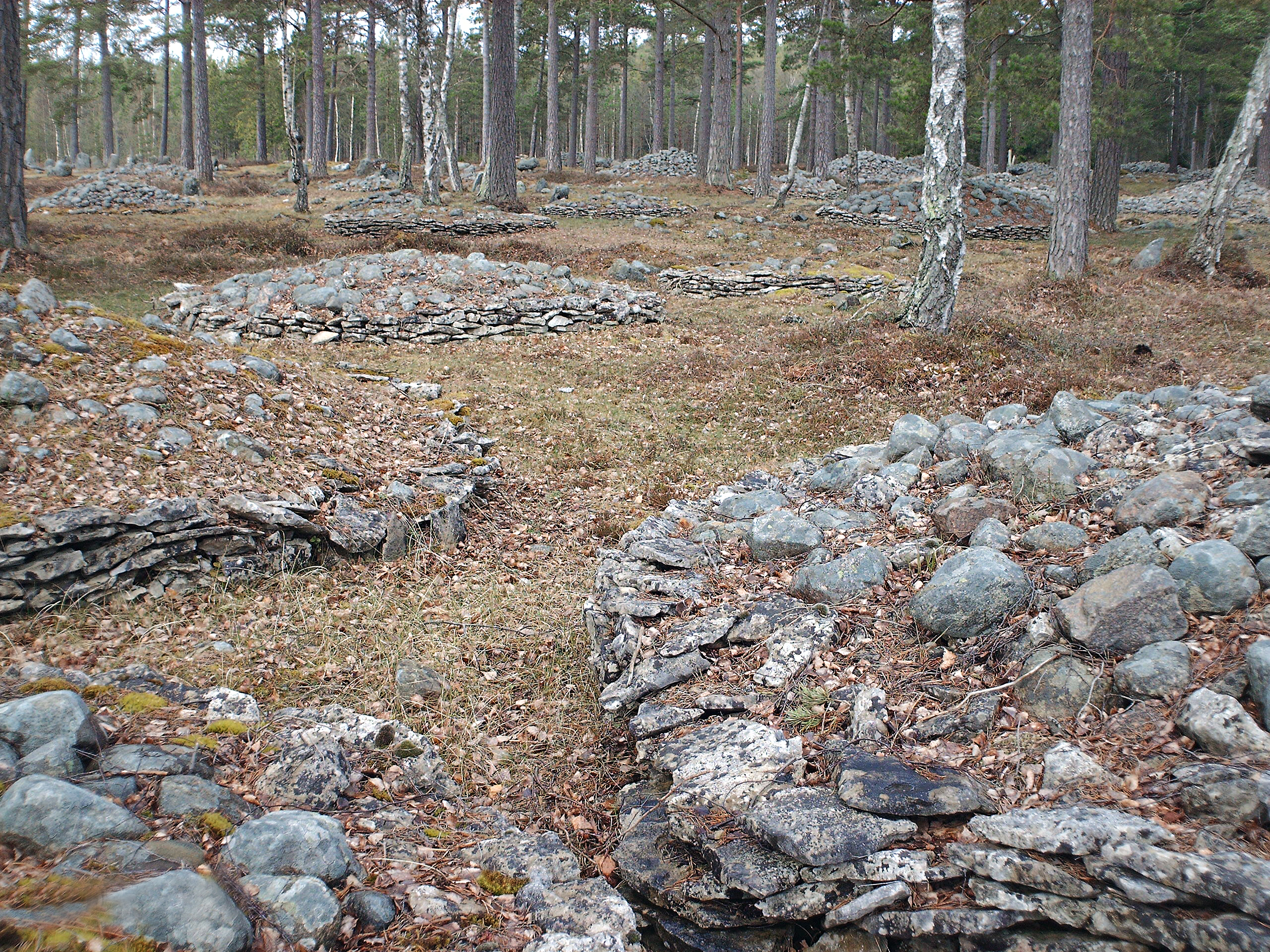
Gräberfeld Trullhalsar

Das Gräberfeld Trullhalsar (schwedisch Trullhalsars gravfält) liegt bei Anga nahe der Ostküste der schwedischen Insel Gotland. Es ist nach Steinen benannt, die sich aus Steinringen wie „Trolle mit gestreckten Hälsen“ (schwed.: Trullhalsar) erheben. Die älteste Beschreibung stammt von dem Zeichner C. G. G. Hilfeling (1740–1823), der das Gebiet im Jahre 1801 besuchte und in einem Übersichtsplan dokumentierte. 
Die etwa 350 Gräber des Feldes setzen sich aus Steinhügelgräbern, Steinsetzungen und Richterringen zusammen. Die vorherrschende, typisch vendelzeitliche Form, stellen die 20–30 cm hohen, kreisrunden Steinsetzungen mit einer sorgfältigen Einfassung aus gelegten Kalksteinfliesen dar. Viele waren mit der so genannten Grabkugel verziert, einem rundlichen Stein.
Trullhalsar liegt heute in dichtem Waldgebiet auf ca. 5 m über NN und etwa 500 m vom Strand entfernt. Während der Nutzung des Feldes, in der Vendelzeit zwischen 550 und 800 n. Chr., war der Meeresspiegel etwa vier Meter höher und das Gebiet lag entsprechend strandnah. 

Gräberfeld Trullhalsar
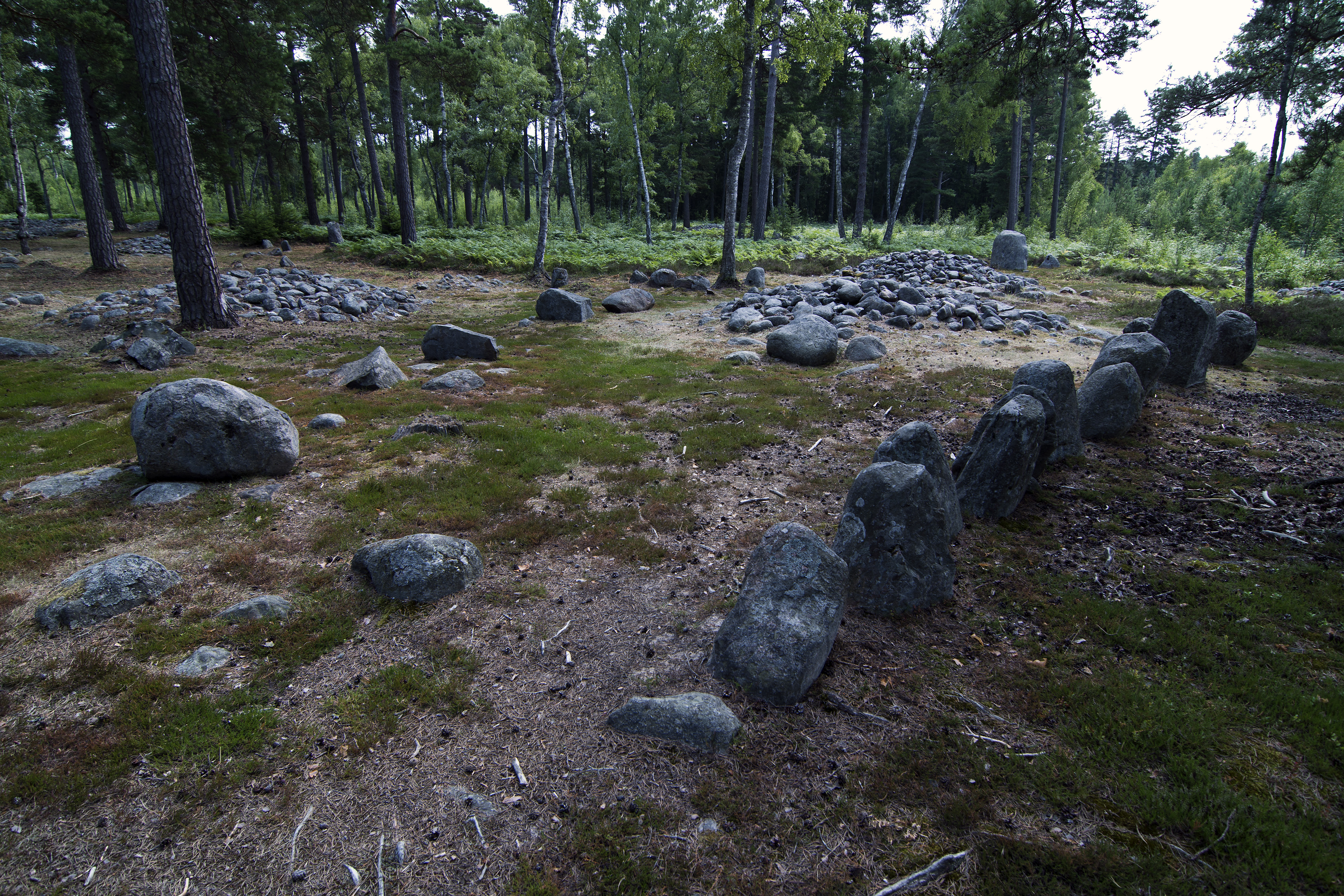
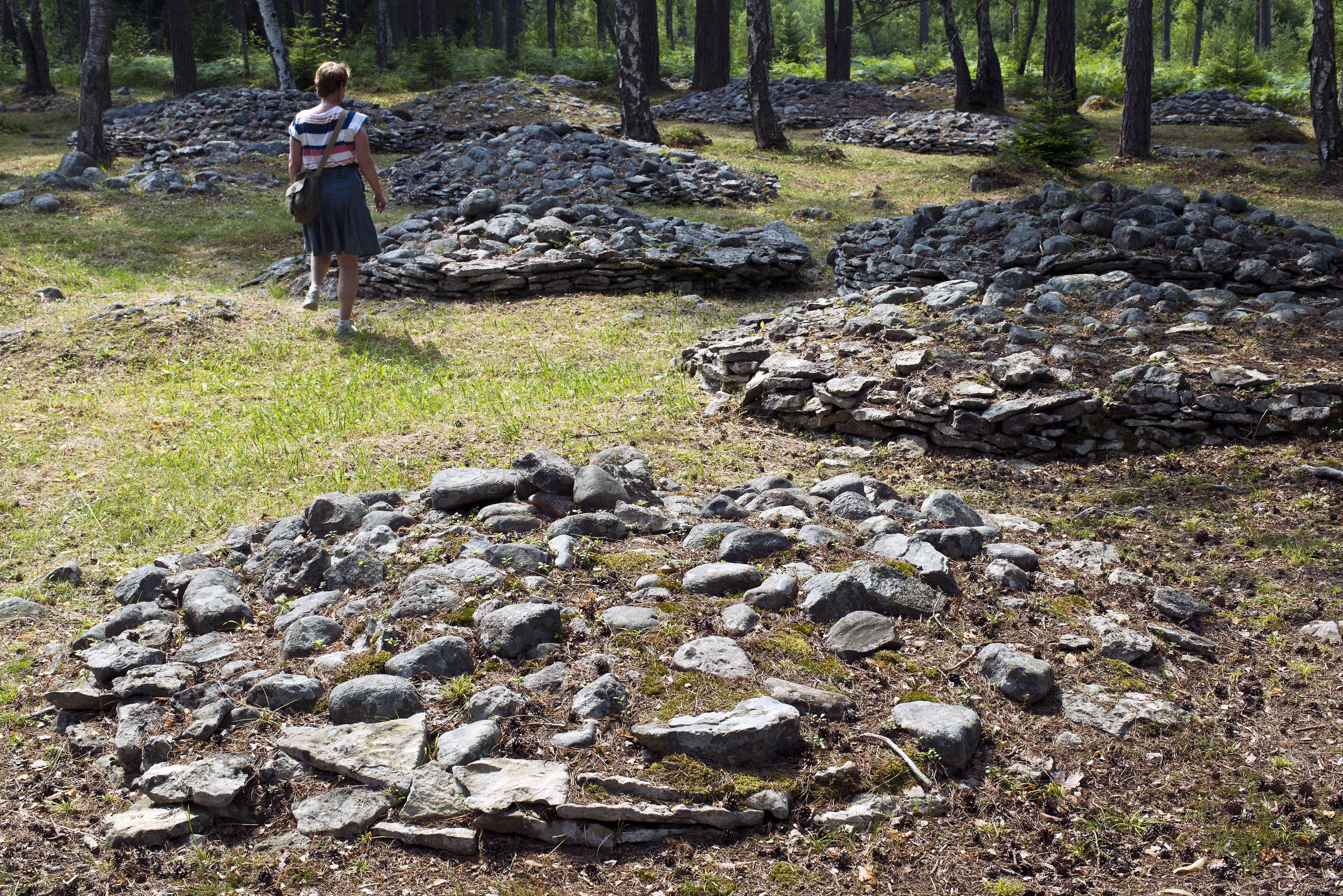
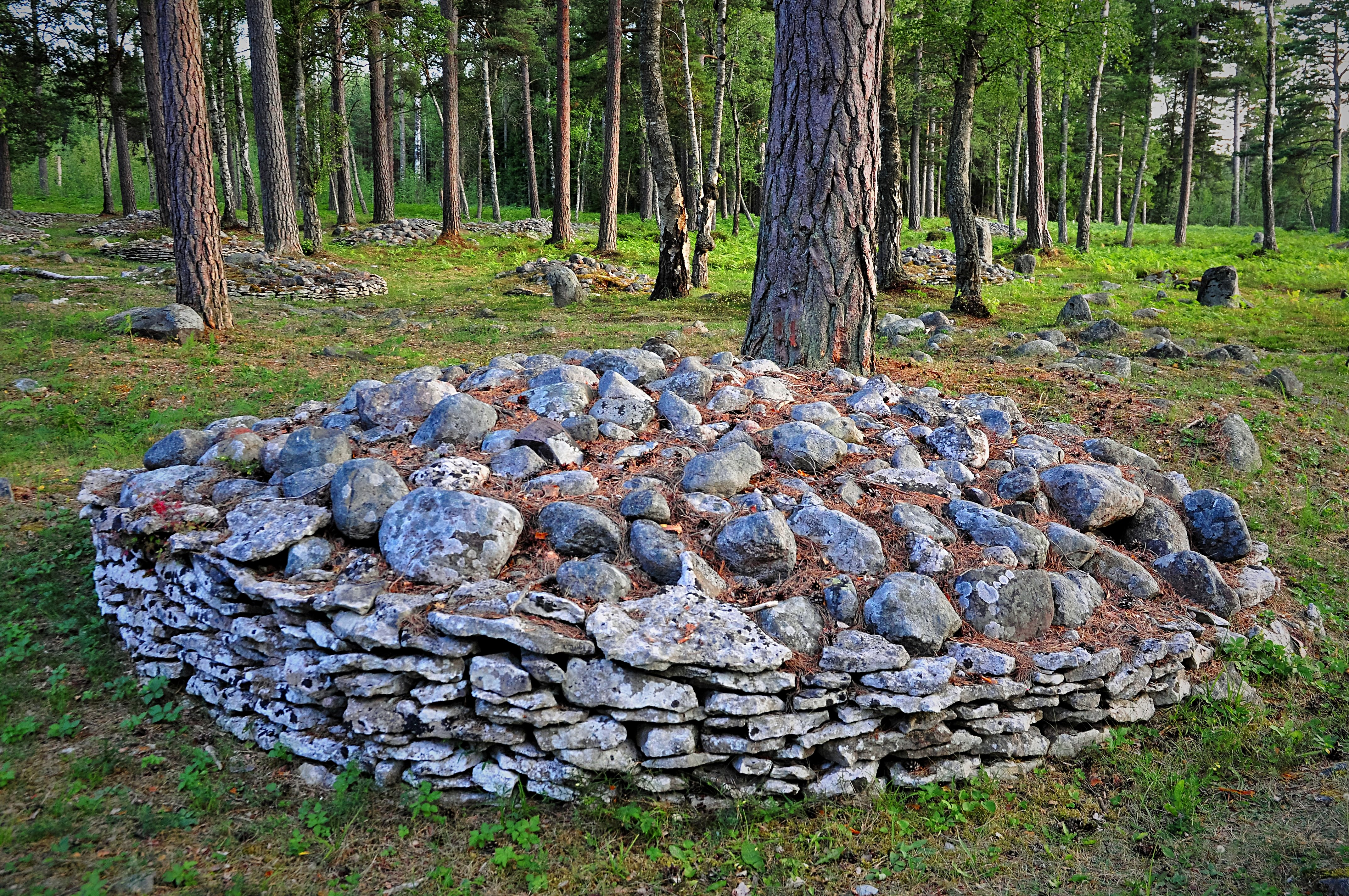
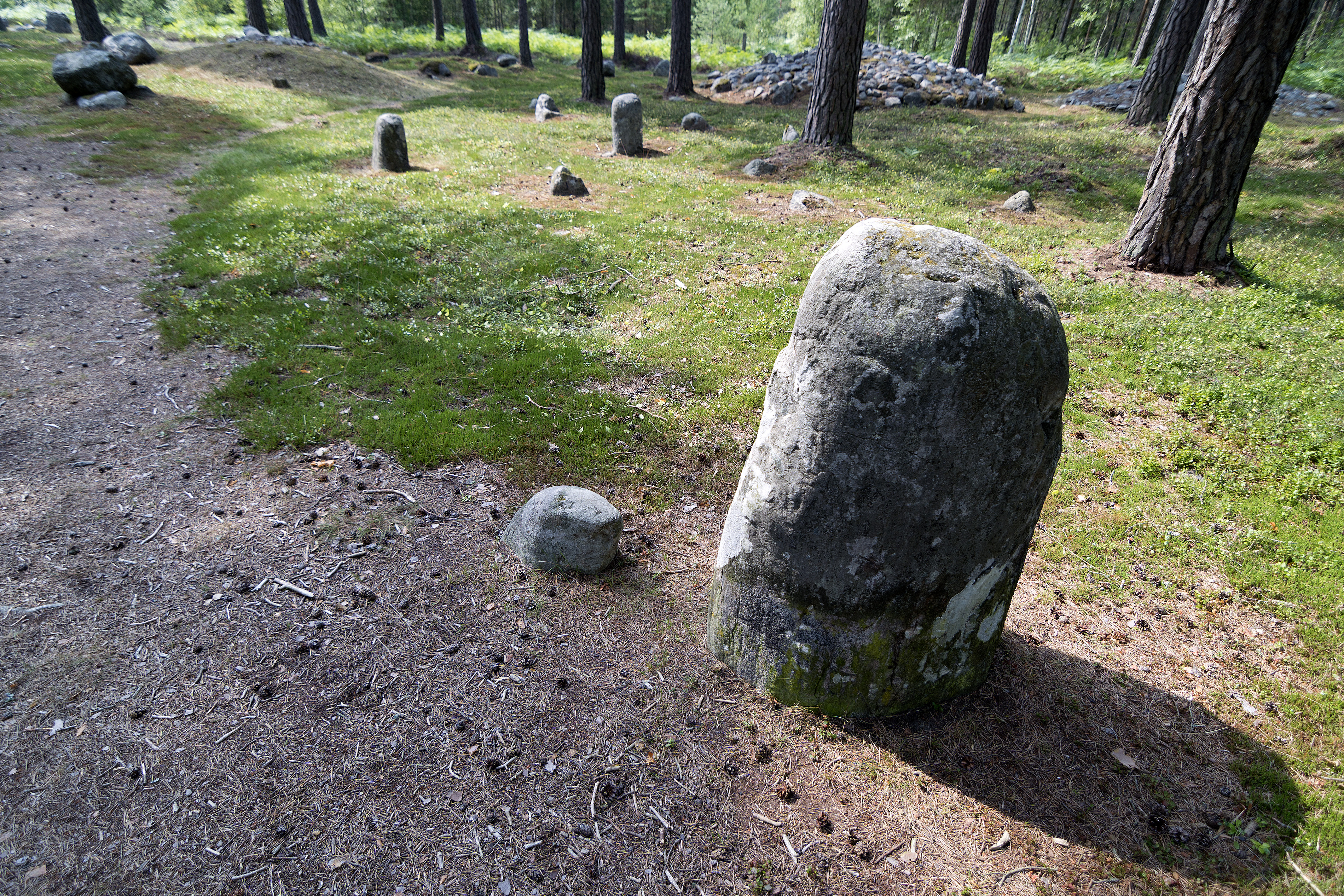

Die heutigen Feuchtgebiete bei Sandviken sind die Überreste einer Meeresbucht, die als Hafen genutzt werden konnte. Damit erhält das Gräberfeld seine Bestimmung als Bestattungsplatz des zugehörigen Hafens. Es stellt eine Parallele zu den Gräberfeldern der Häfen auf der gegenüberliegenden Inselseite, wie Paviken bei Västergarn und Nymans bei Fröjel dar. Derartige Gräber wurden auch in Wüstung Fjäle in Ala gefunden.
In den Jahren 1915–16 wurde ein Teil des Gräberfeldes von Birger Nerman (1888–1971) untersucht. 1933 wurde eine Anzahl Gräber in ihren ursprünglichen Zustand versetzt.